# Квинт Помпоний Секунд
Квинт Помпоний Секунд (на латински: Quintus Pomponius Secundus; † 42 г.) е политик и сенатор на ранната Римска империя през началото на 1 век.

## Произход
Произлиза от плебейската фамилия Помпонии от Игувиум в Умбрия. Той е брат на Публий Калвизий Сабин Попмоний Секунд (поет, държавник, суфектконсул 44 г.).

## Политическа кариера
От 14 януари 41 г. Квинт Секунд става суфектконсул на мястото на Гай Цезар Калигула Германик, който е за IV път консул (от 1 до 13 януари). Колега му е Гней Сентий Сатурнин.
След убийството на Калигула от Касий Херея той се опитва заедно с колегата си Сатурнин, да възстанови отново Републиката, но преторианците провъзгласят Клавдий за император. Той е оставен на служба до 1 юли. През 42 г. Публий Суилий Руф го обвинява и той бяга при бунтуващия се управител на в Далмация при Луций Арунций Камил Скрибониан. След потушаването на бунта вероятно и той е убит.